# District Z
District Z — aussi appelée District Z : Reloaded pour la deuxième saison — est une émission de télévision française diffusée en France, sur TF1, du 11 décembre 2020 au 18 décembre 2021. Elle est animée par Denis Brogniart, et produite par Arthur, via sa société de production Satisfaction.
Des célébrités ont une nuit pour dérober un maximum d'argent au Professeur Z, au profit d'une association. Pour ce faire, ils participent à plusieurs épreuves et doivent faire attention à ne pas se faire prendre leur vie par une centaine de créatures zombies.

## Tournage

### Production et organisation
L'émission est produite par Arthur, et sa société de production Satisfaction. C'est une création originale, qui n'est pas adaptée d'un autre programme. Chaque émission coûte 900 000 € à réaliser.
Julien Degroote, directeur du développement des contenus du groupe TF1 confie au Point : « Cela fait plus de cinq ans que je suis à TF1 et je n'ai pas le souvenir d'avoir lancé une création française de cette envergure sur plusieurs prime time. ». Arthur ajoute : « C'est un grand divertissement familial dans un décor de 10 hectares, soit 14 terrains de football, avec une cinquantaine de caméras, dont une spidercam utilisée pour les matchs sportifs, 50 kilomètres de câbles, 300 techniciens qui ont travaillé d'arrache-pied pendant trois semaines… Ce sont deux ans de développement, c'est l'aventure de ma vie ».

### Présentation
L'émission est présentée par Denis Brogniart. Il possède le rôle d'envoyé du « Professeur Z », accueille les candidats, leur explique les règles et leur donne des conseils.

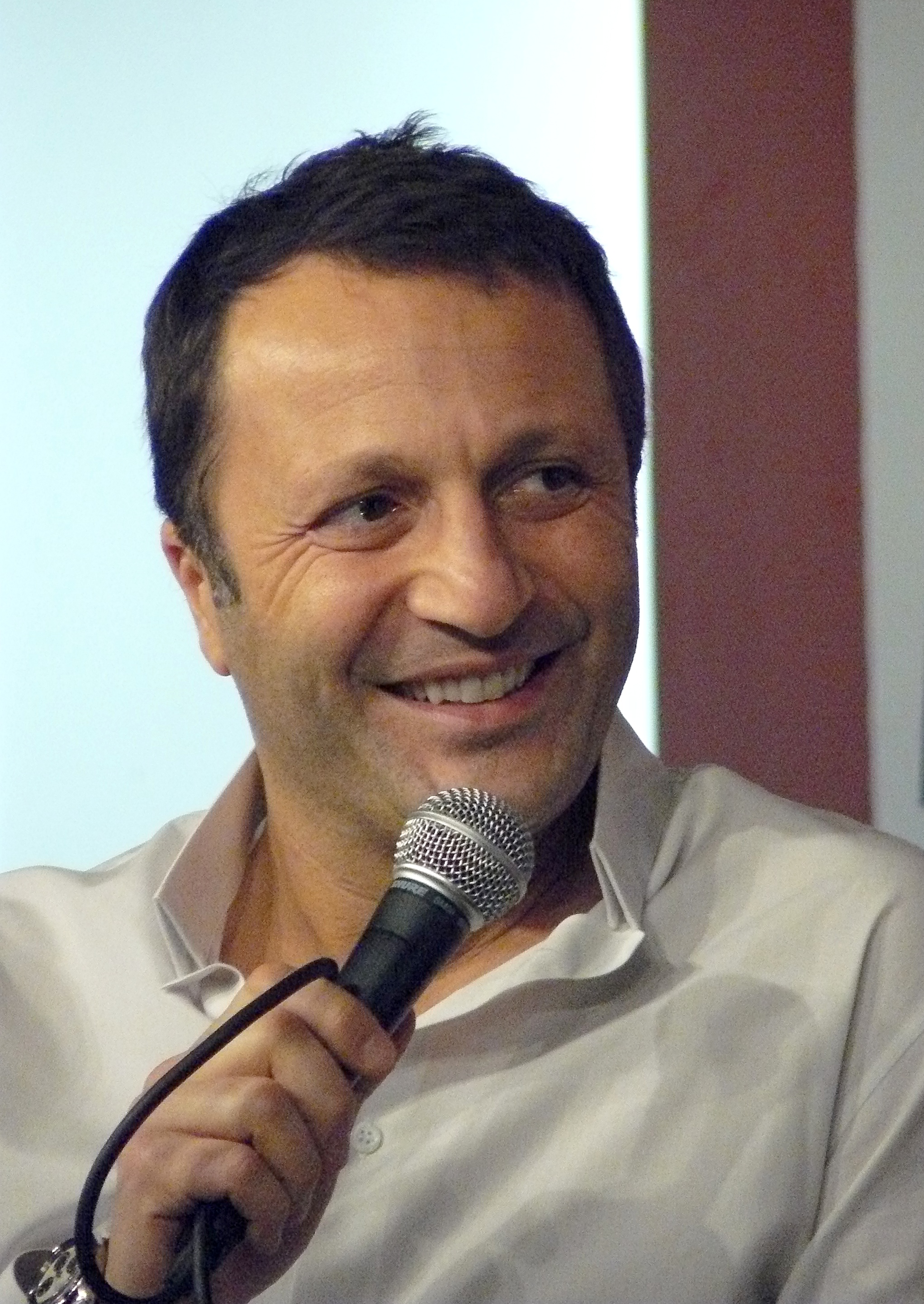
Arthur.
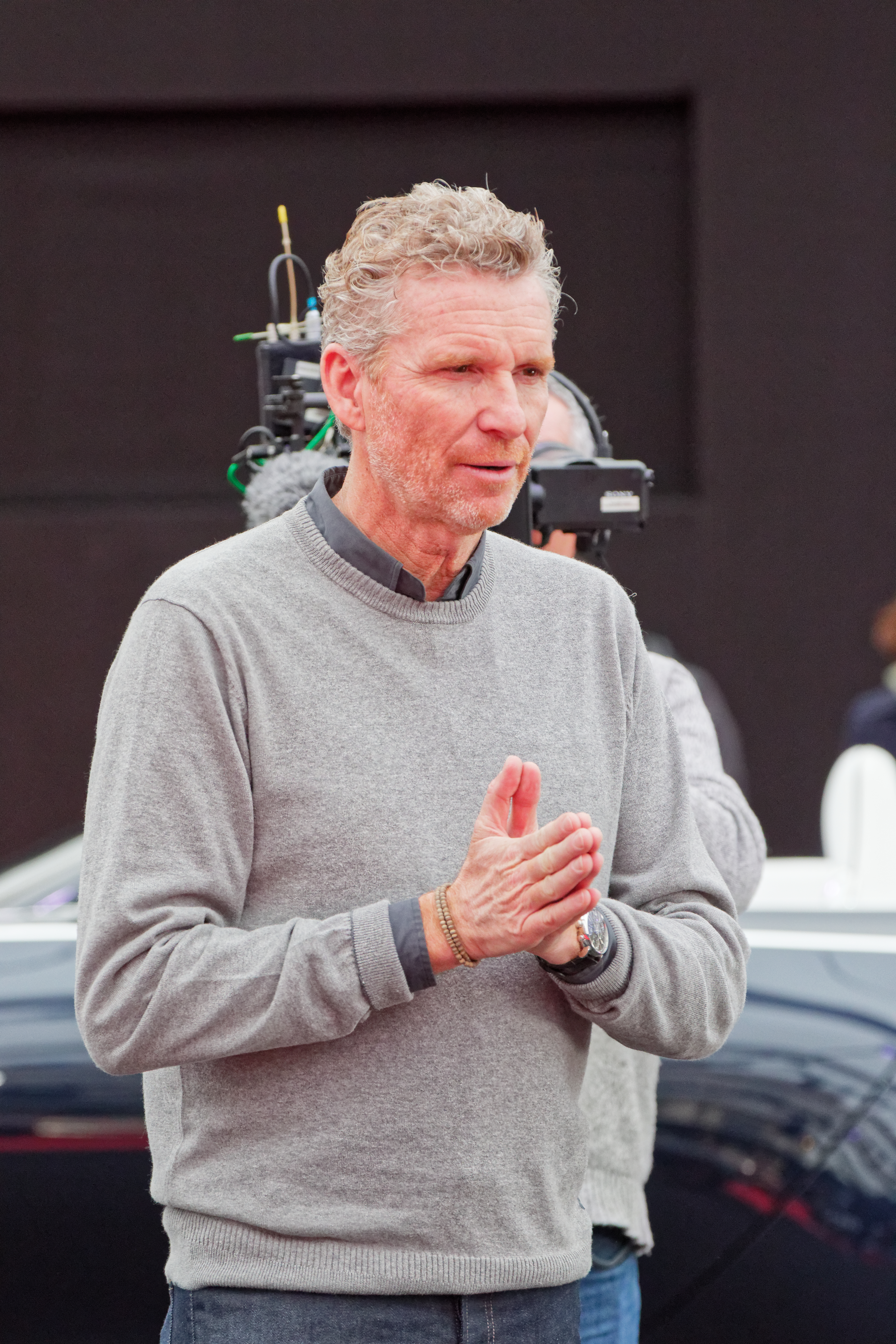
Denis Brogniart.

### Lieu
Le tournage de la première saison s'est déroulé du 6 au 11 juillet 2020, dans le respect des consignes sanitaires liés à la pandémie de Covid-19. Les candidats, les équipes techniques et Denis Brogniart ont été testés plusieurs fois.
Il s'est déroulé à Plailly, dans l'Oise, à proximité du Parc Astérix. Les équipes du parc ont d'ailleurs été sollicitées par Arthur, le producteur du jeu. Dans un entretien accordé au Parisien, Guy Vassel, le directeur adjoint du parc déclare : « Le hangar de plus de 5 000 m2, qui nous sert de patinoire à Noël a (...) été utilisé, tout comme une portion de route, une partie des bois et même une zone de gravats. En tout près de 10 ha ont servi au tournage », ajoutant qu'une douzaine de zombies du parc ont été recrutés. En outre, une partie des décors provient du spectacle Main basse sur la Joconde.
Pour la deuxième saison, le tournage s'est déroulé du 7 au 11 juin 2021, au même endroit que la saison précédente.

## Concept

### Histoire
La naissance du lieu est présentée par la production en ces mots :
Dans un lieu reculé du pays, à l’abri des regards, un scientifique richissime et un peu fou, connu sous le nom de Professeur Z, mena dans le plus grand secret des expériences interdites jusqu’au jour où son laboratoire explosa bouleversant ainsi toutes les vies alentour. Pour sécuriser le périmètre, l’armée dut alors intervenir, encerclant la zone et défendant quiconque d’y pénétrer ou d’en sortir. Cette zone est maintenant appelée : le District Z
Cette « expérience » qui a mal tourné, a entraîné la création de créatures zombies, qui errent dans la zone de forêt.

### Principe
Durant chaque épisode, cinq célébrités, exceptionnellement 6 dans un épisode de la saison 1, ont une nuit pour remporter un maximum d'argent, en braquant la chambre forte du Professeur Z, pour une association qu'ils sont venus défendre,.
Pour ce faire, ils participent à plusieurs épreuves, avec à la clé un ou plusieurs pass. Ces pass permettent d'ouvrir les coffres de la chambre forte. Ainsi, plus ils ont de pass, plus ils ont de chance de remporter jusqu'à 100 000 €,.
En parallèle, les zombies tentent de prendre la vie des participants. Dès que l'un d'entre eux perd sa vie, il doit quitter l'épreuve en cours, avant de se présenter au Majordome, pour qu'il lui en donne une nouvelle. Tout ceci fait perdre 10 s à l'équipe dans la chambre forte sur les 2 min de départ,.

### Personnages
Ci-après, la liste des personnages de l'émission :
- Le Professeur Z : joué par une personne non connue[8] ;
- Le Majordome : joué par Guillaume Geoffroy[11] ;
- Les zombies : au nombre de 130[6].

## Saisons

### Déroulement
| Saisons  | Nombre de participants | Nombre d'épisodes | Diffusion française                    | Présentation    |
| -------- | ---------------------- | ----------------- | -------------------------------------- | --------------- |
| Saison 1 | 26                     | 5                 | Du 11 décembre 2020 au 8 janvier 2021  | Denis Brogniart |
| Saison 2 | 25                     | 5                 | Du 4 décembre 2021 au 18 décembre 2021 | Denis Brogniart |

### Détails

#### Saison 1 (2020)
Cette première saison est présentée par Denis Brogniart.
Elle est diffusée sur TF1, du 11 décembre 2020 au 8 janvier 2021. Tous les épisodes sont diffusés en prime-time, les vendredis à 21 h 5.

#### Saison 2 (2021)
Au lendemain de la diffusion du dernier épisode de la première saison, le développement d'une deuxième saison est confirmé par TF1.
Cinq émissions sont tournées pour une diffusion prévue du 4 décembre 2021 au 8 janvier 2022. Mais face à de mauvaises audiences, la chaîne décide de déprogrammer la saison, après seulement deux numéros diffusés. Les trois derniers épisodes sont annoncés, à ce moment-là, comme reprogrammés ultérieurement.

### Audiences et diffusion
| Saison          | Jour et horaire de diffusion | Lancement              | Lancement      | Lancement | Finale                 | Finale                | Finale                | Moyenne               | Moyenne               | Moyenne               |
| Saison          | Jour et horaire de diffusion | Nb. de télespectateurs | PDM 4 ans et + | Réf.      | Nb. de télespectateurs | PDM 4 ans et +        | Réf.                  | Audience moyenne      | PDM 4 ans et +        | Réf.                  |
| --------------- | ---------------------------- | ---------------------- | -------------- | --------- | ---------------------- | --------------------- | --------------------- | --------------------- | --------------------- | --------------------- |
| Saison 1 (2020) | Vendredi à 21 h 5            | 5 358 000              | 26,1 %         | [ 14 ]    | 2 630 000              | 14,5 %                | [ 15 ]                | 3 110 000             | 17,5 %                | [ 12 ]                |
| Saison 2 (2021) | Samedi à 21 h 5              | 1 825 000              | 11,2 %         | [ 16 ]    | Diffusion en attente.  | Diffusion en attente. | Diffusion en attente. | Diffusion en attente. | Diffusion en attente. | Diffusion en attente. |

Légende :
- plus hauts scores d'audience
- plus bas scores d'audience

## Accueil et critiques

### Public
Le premier épisode a été vivement critiqué, notamment sur les réseaux sociaux, et en particulier sur Twitter. Certains interpellent donc Arthur, le producteur du jeu : « Il me semble qu'Arthur a raté le coche, car c’est la pire émission que j’ai pu voir à la télé ». La plupart des internautes reprochent au programme de n'être qu'une mauvaise copie de Fort Boyard (une « daube industrielle [et] plagiat de Fort Boyard ») ou alors de Boyard Land, relevant ainsi plusieurs similitudes : « la salle des coffres-forts de District Z et la salle du trésor de Fort Boyard ; les challenges dans le cinéma et les duels des Maîtres du temps, les divers personnages mystérieux, etc. ». Un autre point relevé par les internautes, est le manque de rythme de l'émission, qui a duré près de 2 h 40. Le lendemain de la diffusion, Arthur a répondu à plusieurs tweets, déclarant par exemple : « Vous avez posté 32 messages pour dire que vous n’aimiez pas District Z. Vous n’avez pas de télécommande ? (...) ».
Les nombreuses critiques dénonçant une ressemblance avec Fort Boyard ont conduit Olivier Minne, animateur du jeu, à réagir sur Twitter : « J'ai dit que s'il devait y avoir des similitudes d'épreuves avec Fort Boyard, alors, je ne pouvais que me réjouir de présenter une émission qui inspire », ajoutant : « Et qu'en ce cas, District Z ne pouvait être qu'un bel hommage vu la qualité du programme. Ne voyez aucun cynisme ou polémique de ma part, car ce n'est pas moi. Je serai toujours à barrer le chemin de ceux qui tentent de casser le travail des autres [-] District Z et Fort Boyard ont en commun de divertir. Je fais partie de ceux qui soutiennent Arthur à prendre des risques et à inventer. Quelle que soit la chaîne, je me réjouis quand la télé ose. C'est pourquoi je souhaite une longue vie à District Z. ».
Denis Brogniart, le présentateur du programme, a lui aussi tenu à réagir dans un entretien accordé à Télé-Loisirs, déclarant : « Moi ce qui m’importe, ce n’est pas les réactions sur les réseaux sociaux mais ce qu’on me dit dans la rue. Et puis les chiffres d’audiences sont incroyables [...] Alors oui, on peut critiquer. Et j’accepte que certains n’aient pas aimé. Nous ne sommes qu’à la première saison, tout est perfectible, on peut s’améliorer. Mais on n’a pas à rougir. Et même si l’audience baisse pour la deuxième soirée, c’est normal car il n’y aura plus l’effet curiosité. Nous sommes raccords avec ce que nous voulons pour ce programme : un programme familial dont les enfants sont les leaders. Et s’ils nous font des critiques, pas de problème, c’est bien à leur âge ! Mais ce ne sont pas les messages sur Twitter qui nous feront vaciller. ».
Après deux semaines de diffusion, le média américain deadline.com révèle qu'Adventure Line Productions (ALP) — la société de productions d'Alexia Laroche-Joubert, qui produit notamment Koh-Lanta ou Fort Boyard — serait prête à intenter des poursuites judiciaires à l'encontre de Satisfaction — la société de productions d'Arthur, qui produit District Z —. En effet, ALP reproche à Arthur et sa société de productions, de trop grandes ressemblances entre District Z et Fort Boyard. Elle a ainsi mis en demeure Satisfaction, en « [détaillant] ses préoccupations en matière de violation de format »,.

### Presse
Le magazine belge Ciné Télé Revue donne son avis sur le programme en ces mots :
Parlons de ces fameux zombies, qui n’étaient finalement que de simples figurants, prétextes à titiller gentiment les candidats… On aurait aimé plus d’interactions entre eux, de suspense, d’enjeu, de tension et de challenge. Comme si la production n’avait pas eu le courage d’exploiter son idée à la « Walking Dead » jusqu’au bout, en lui préférant une version lisse et policée. L’horaire du prime time a sans doute porté préjudice à cette nouveauté, qui aurait gagné en cohérence et crédibilité avec une atmosphère plus sombre et horrifique, en seconde partie de soirée. Un jeu de zombies destiné à la famille et aux enfants : ça ne colle pas.

On notera tout de même quelques points positifs. À commencer par ce personnage de Majordome interprété par le comédien Guillaume Geoffroy : excellent ! On a également apprécié les interventions de Denis Brogniart [...]. Et enfin, mention spéciale pour ces sublimes décors et la qualité esthétique et visuelle du show. Dommage que la production ait placé tous les moyens sur la forme, au détriment du fond.